# Ialomita (ciruela)
Ialomita es una variedad cultivar de ciruelo (Prunus domestica), de las denominadas ciruelas europeas, es marca registrada.
Una variedad de ciruela criada en Rumanía en el "Institutul de Cercetare – Dezvoltare pentru Pomicultura Pitesti – Maracineni" ("Instituto de investigación y desarrollo de Pomología Pitesti-Maracineni") situado en el Distrito de Argeș, mediante el cruce de las variedades 'Reina Claudia de Althan' x 'Early Rivers'.
Las frutas tienen una talla de tamaño mediano a grande de forma redondeada a ovalada, asimétrica, con peso promedio de 34 a 40 g;epidermis tiene una piel azul oscuro, aromática recubierta de abundante pruina, fina, y una pulpa color amarillo, textura firme medianamente jugosa sólo ligeramente aromática, hueso semi adherido, y sabor dulce de una calidad muy ajustada al promedio.

## Historia
Ialomita variedad de ciruela incluida en el grupo de las Reinas Claudias, obtenida en 1981 por el cruce de las variedades 'Reina Claudia de Althan' como "Parental Madre" x fecundada por el polen de la variedad 'Early Rivers' como "Parental Padre", en el "Institutul de Cercetare – Dezvoltare pentru Pomicultura Pitesti – Maracineni" ("Instituto de investigación y desarrollo de Pomología Pitesti-Maracineni") situado en el Distrito de Argeș, (Rumanía). Fue registrada comercialmente en el año 1981.

## Características
Ialomita árbol de porte semi erecto de crecimiento débil con fertilidad temprana, alta y regular. Crece mejor en un lugar cálido y soleado, idealmente protegido del viento, sus exigencias al suelo del jardín son modestas: debe ser rico en nutrientes, húmico y húmedo y no propenso a encharcarse. Flor blanca, auto polinizable, que tiene un tiempo de floración que comienza a partir del 15 de abril con el 10% de floración, para el 19 de abril tiene una floración completa (80%), y para el 1 de mayo tiene un 90% de caída de pétalos.
Ialomita tiene una talla de tamaño mediano a grande en condiciones favorables, forma circular en vista lateral, asimétrico en vista frontal, con peso promedio de 34 a 40 g;epidermis tiene una piel azul oscuro, aromática recubierta de abundante pruina, fina, blanquecina; sutura con línea visible, de color algo más oscuro que el fruto. Situada en una depresión muy suave, algo más acentuada junto a cavidad peduncular; pedúnculo de longitud mediano, fuerte, leñoso, con escudete muy marcado, muy pubescente, con la cavidad del pedúnculo estrecha, poco profunda, rebajada en la sutura y más levemente en el lado opuesto; pulpa de color amarillo, textura firme medianamente jugosa sólo ligeramente aromática, y sabor dulce de una calidad muy ajustada al promedio.
Hueso semi adherente, grande, tiene una forma ampliamente elíptica desde una vista lateral, elíptica desde el frente, a veces, la pulpa puede pegarse parcialmente a sus costados.
Su tiempo de recogida de cosecha se inicia de finales de agosto a principios de septiembre.

## Usos
Hay que prestar atención a su polinización cruzada, siendo imprescindible la presencia de un individuo de otra variedad como polinizador. Los frutos son atractivos en apariencia, pero de sabor medio.
Se usa comúnmente como postre fresco de mesa buena ciruela de postre de fines de verano, también se puede procesar por ejemplo en mosto, o compota.